# Fabián Bastidas
Fabián Andrés Bastidas (New York, 6 ottobre 1993) è un ex calciatore statunitense, di ruolo centrocampista.

## Carriera
Ha giocato nella prima divisione uruguaiana.